# 威利特灣
72°19′S 170°14′E / 72.317°S 170.233°E
威利特灣（Willett Cove），是南極洲的海灣，位於維多利亞地的博克格雷溫克海岸，處於哈勒特角以西1.9公里的埃迪斯托灣入口處，現時由南極條約體系管理。